# 里弗克恩 (加利福尼亞州)
里弗克恩（英語：Riverkern）是位於美國加利福尼亞州克恩縣的一個非建制地區。該地的面積和人口皆未知。

## 地理
里弗克恩的座標為35°47′23″N 118°26′49″W / 35.78972°N 118.44694°W，而該地的平均海拔高度為852米（即2795英尺）。